# Viktor Schauberger
Viktor Schauberger, född 30 juni 1885 och död 25 september 1958, var en österrikisk skogstekniker i Totes Gebirge, naturalist, filosof, uppfinnare och experimenterande biomimetiker. Han är mest känd för sina studier av fenomen kring virvlar i fluider. Han har betecknats som verksam inom pseudovetenskap.
Schauberger utvecklade sina egna teorier baserade på vad han observerat i naturen. I magasinet Implosion utgivet av Schaubergers familj, uttryckte han ofta citerade tankar om att ingenjörer inom flygteknik och skeppsbyggnad hade konstruerat propellern fel.